# Taphos
Taphos is een kevergeslacht uit de familie van de boktorren (Cerambycidae). De wetenschappelijke naam van het geslacht werd voor het eerst geldig gepubliceerd in 1864 door Pascoe.

## Soorten
Taphos is monotypisch en omvat slechts de volgende soort:
- Taphos aterrimus Pascoe, 1864